# The Grand Wazoo
The Grand Wazoo is een Jazz Fusion-album van Frank Zappa, uitgebracht in 1972.

## Track listing
1. "The Grand Wazoo" – 13:20
2. "For Calvin (And His Next Two Hitch-Hikers)" – 6:06
3. "Cletus Awreetus-Awrightus" – 2:57
4. "Eat That Question" – 6:42
5. "Blessed Relief" – 8:00

## Personeel

### Muzikanten
- Frank Zappa - gitaar, percussie, zang
- Mike Altschul - woodwind
- Bill Byers - trombone
- George Duke - keyboards, zang
- Aynsley Dunbar - drums
- Tony Duran - gitaar, bottle neck gitaar
- Erroneous (Alex Dmochowski) - basgitaar
- Ernie Watts - saxofoon

### Productie
- Producent: Frank Zappa
- Ingenieur: Kerry McNabb
- Arrangeur: Frank Zappa
- Assistent: Paul Hof
- Fotografie: Ed Caraeff, Tony Esparza
- Illustratie: Cal Schenkel